# Marjorie Barretto
Marjorie Bernandine Barretto y Castelo (19 de febrero de 1974), conocida artísticamente como Marjorie Barretto, es una actriz y política filipina.

## Biografía
Ella fue elegida para ser consejera de la ciudad de Caloocan, como representante del segundo distrito. Sus hermanas son las actrices Claudine Barretto y Gretchen Barretto.  Estuvo casada con el actor y comediante Dennis Padilla, con quien tuvo cuatro hijos como Dani Barretto (1993), Julia Barretto (1997), quien también es actriz, Claudia Barretto (2000) y León Marcus Barretto (2003).

## Filmografía
| Año  | Título                                | Personaje   |
| 2013 | Gandang Gabi, Vice!                   | Ella misma  |
| 2006 | Don't Give Up On Us                   | Aleli       |
| 2004 | Spirits                               | Marita      |
| 2001 | Ikaw Lang Ang Mamahalin               | Vanessa     |
| 1996 | Takot Ka Ba Sa Dilim?                 | Manananggal |
| 1995 | Campus Girls                          | Sabrina     |
| 1995 | Silakbo                               | Maila       |
| 1994 | Anghel na walang langit               | ----        |
| 1994 | Dillinger                             | ----        |
| 1994 | Forever                               | ----        |
| 1994 | Megamol                               | Margie      |
| 1993 | Makuha ka sa tingin (kung pwede lang) | ---         |